# ژاپن (فیلم ۲۰۰۸)
ژاپن (انگلیسی: Japan) یک فیلم مستقل آمریکایی محصول سال ۲۰۰۸ به نویسندگی و کارگردانی فابین پرووت است.

## داستان
این فیلم دربارهٔ یک قاتل قراردادی است که با نام رمز ژاپن شناخته می‌شود. او در هتلی با مردی به نام آلفرد آشنا می‌شود که اخیراً از خانه اش بیرون رانده شده‌است. این دو با هم کنار می‌آیند و ژاپن با آلفرد دوست می‌شود. دوستی آنها باعث می‌شود که فیلم به پایان برسد.

## تولید
فیلم در لس آنجلس، کالیفرنیا و فینیکس فیلمبرداری شده‌است.